# Дар молодёжи (фрегат учебный)
«Дар молодёжи» (пол. «Dar Młodzieży», «Дар млодзе́жи») — польский трёхмачтовый учебный парусник (фрегат). Построен на Гданськой судоверфи имени Ленина и спущен на воду в 1982 году.

## Конструкция
Наследник легендарных парусников «Lwów» («Львов») (спущен на воду в Англии в 1869 году, один из первых стальных парусников; приобретён Польшей в 1920 году; продан на слом в 1938 году) и «Dar Pomorza» («Дар Поморья») (спущен на воду в Гамбурге в 1910 году; в 1929 году приобретён Польшей; последний рейс совершил в 1981 году, передал эстафету обучения курсантов «Дару молодёжи» и стал кораблём-музеем).
Это трёхмачтовое судно имеет полное прямое парусное вооружение 3-мачтового корабля. 26 парусов управляются исключительно вручную и являются основным движителем судна. Два двигателя с приводом на один винт, служат для плавания в штормовых условиях, а также при входе и выходе из порта. Винт регулируемого шага может переводиться в так называемое «флюгерное положение», для уменьшения сопротивления при движении под парусами.

## История
Парусник был построен на Гданьской судоверфи имени Ленина на средства, собранные польской молодёжью под патронатом партийного руководителя Гданьска Тадеуша Фишбаха.
Он стал первым из серии учебных парусных фрегатов, построенных для СССР на Гданьской судоверфи: «Дружба» (Одесса), «Мир» (Ленинград), «Херсонес» (Севастополь), «Паллада» (Владивосток) и «Надежда» (Владивосток).
В 1983 году одержал победу на регате в Японии, годом позднее в канадской гонке «Регата больших парусников». Самыми успешными для него стали регаты «Операция Парус — 82» в Лиссабоне и «Парус Осаки — 97».

## Основные технические характеристики судна
- Тип: фрегат
- Страна: Польша
- Владелец: Морская академия в Гдыне
- Порт приписки: Гдыня
- Позывной: SQLZ
- Год постройки: 1982
- Место постройки: Гданьская судоверфь имени Ленина (код проекта - B95/1)
- Главный конструктор: Зигмунд Хорен
- Материал корпуса: сталь
- Водоизмещение: 2946 тонн
- Длина
  - по палубе: 94,2 м
  - с бушпритом: 109,2 м
- Ширина: 14 м
- Осадка: 6,6 м
- Высота
  - максимальная: 50,1 м
  - мачты: 49,5 м; 49,5 м; 46,5 м
- Площадь парусов: 3 015 м2
- Число парусов: 26, в том числе: 14 прямых, 1 косой, 11 трисельных
- Двигательная установка: 2 дизеля по 552 кВт
- Ходовые характеристики:
  - под парусами:
    - максимальный дневной переход: 264.7 миль (средняя скорость 11.29 узлов)
    - максимальная скорость под парусами: 17.8 узлов

  - скорость на двигателях:
    - максимальная: 12 узлов
    - крейсерская: 9 узлов
- Экипаж: 176 человек
  - постоянный: 33 + 4 преподавателей
  - практиканты: 120 + 16 (6 кубриков по 20 мест)
- Автономность: 45 дней
- Стоимость: 541 300 000 старых злотых

## Галерея

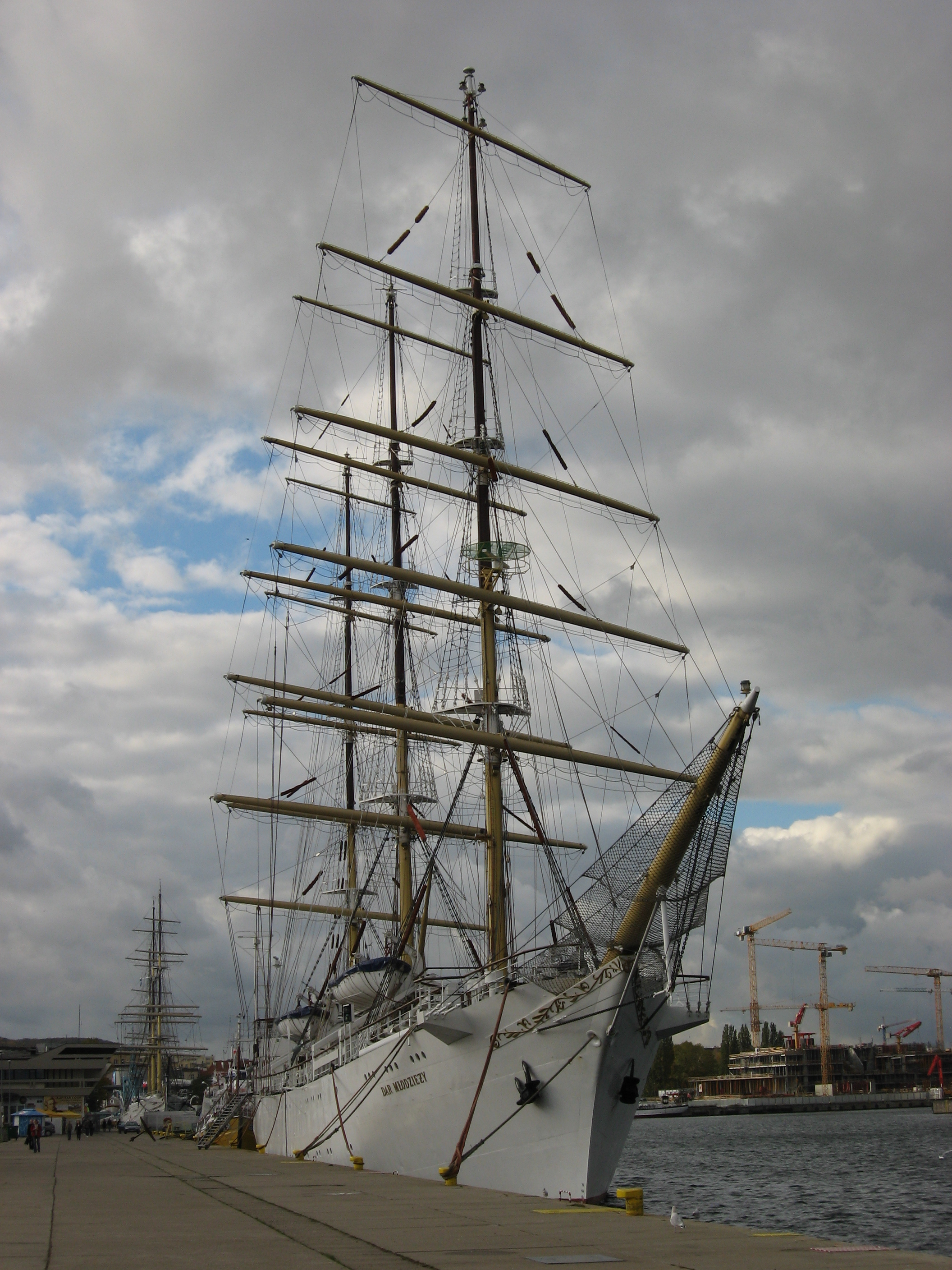
В порту Гдыня
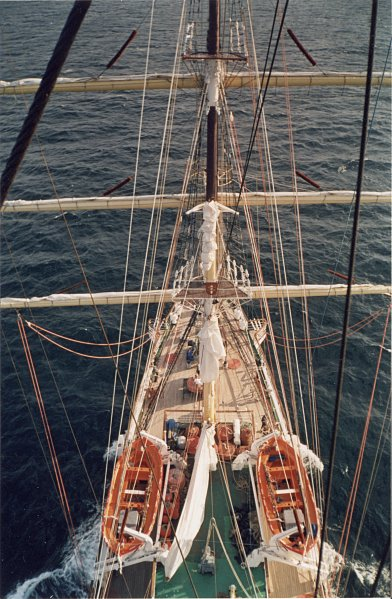
На пути во Францию
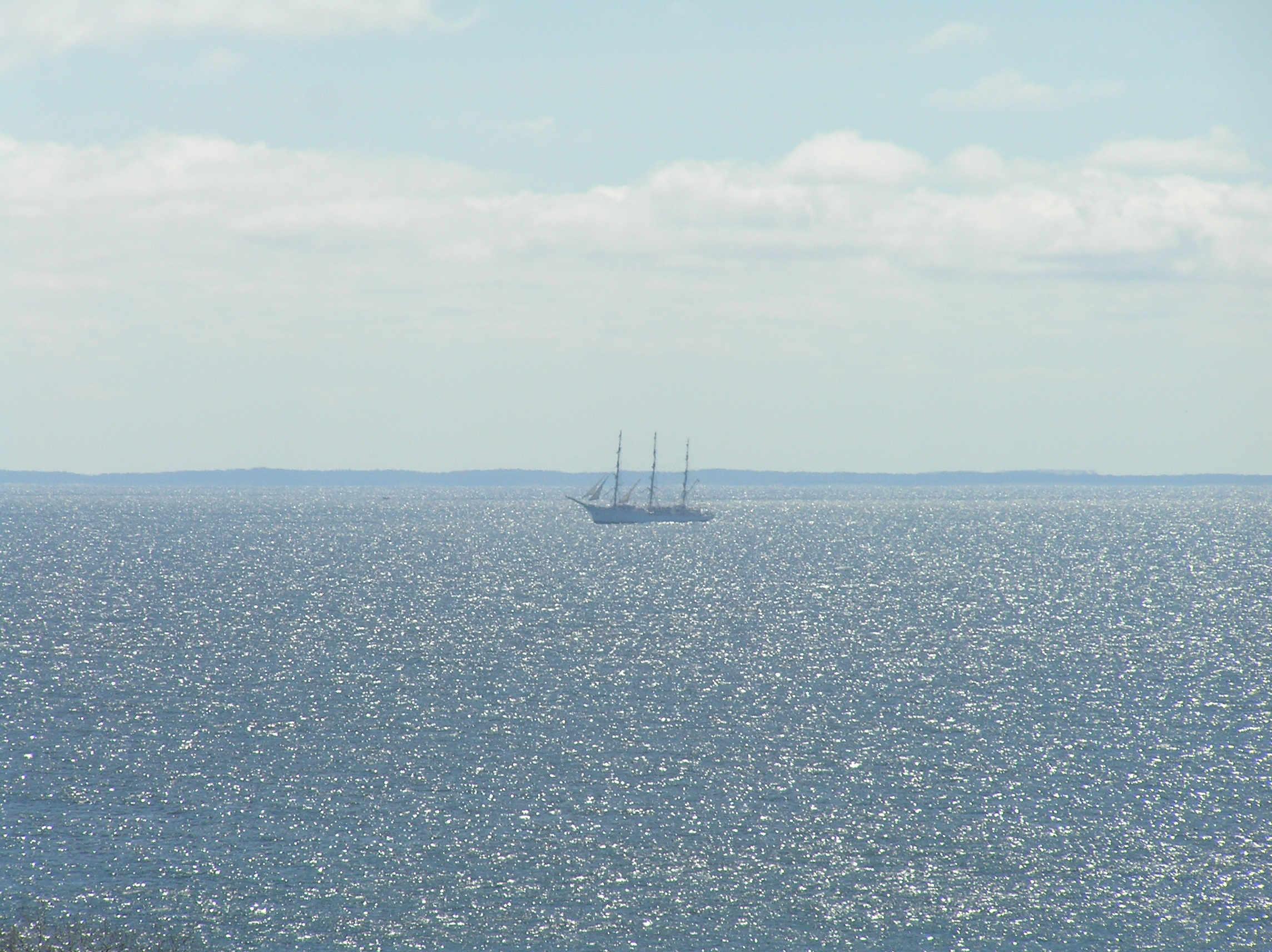
На рейде Гданьска
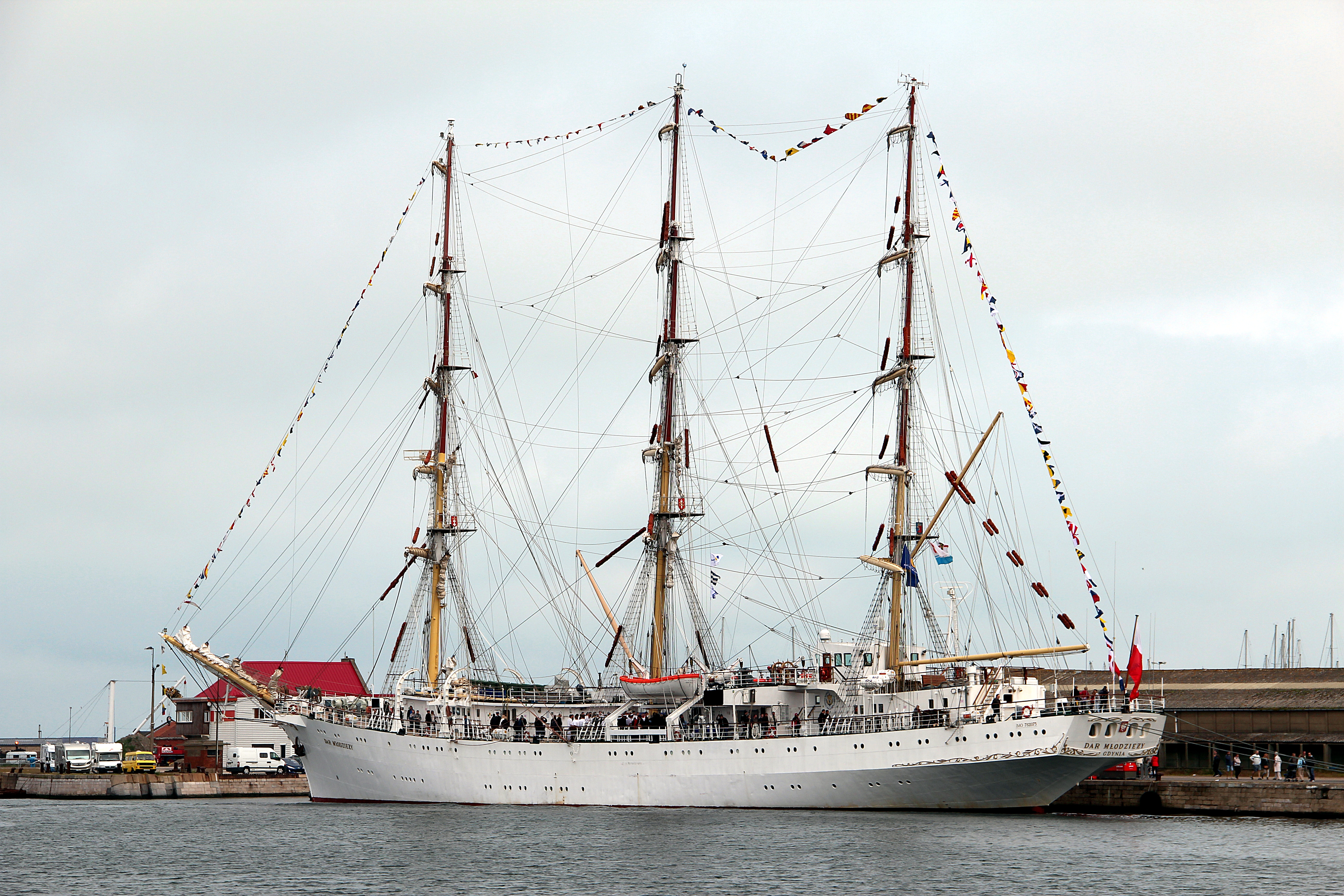
Дюнкерк (2013)